# Niningerit
Niningerit ist ein sehr seltenes und bisher ausschließlich in Meteoriten gefundenes Mineral aus der Mineralklasse der „Sulfide und Sulfosalze“ mit der idealisierten chemischen Zusammensetzung MgS. Das Mineral ist damit chemisch gesehen Magnesiumsulfid. Natürlich vorkommender Niningerit enthält allerdings in der Regel geringe Anteile an Eisen und Mangan, daher ist in verschiedenen Quellen auch die Formel (Mg,Fe,Mn)S bzw. (Mg,Fe2+,Mn)S zu finden. Die in den runden Klammern angegebenen Elemente können sich in der Formel jeweils gegenseitig vertreten (Substitution, Diadochie), stehen jedoch zusammen im selben Molverhältnis zu den anderen Bestandteilen des Minerals.
Niningerit kristallisiert im kubischen Kristallsystem, konnte jedoch bisher nur in Form undurchsichtiger, mikrokristalliner Aggregate von grauer, metallisch glänzender Farbe gefunden werden.

## Etymologie und Geschichte
Für die Analyse wurden Mikroproben aus sechs Enstatit-Chondriten ausgewertet: Abee aus Kanada, Saint-Sauveur aus der gleichnamigen französischen Gemeinde, Adhi Kot aus Pakistan, Indarch aus dem aserbaidschanischen Bezirk Ağcabədi, Saint Mark’s (Meteorit) aus dem gleichnamigen Ort im südafrikanischen Distrikt Chris Hani und Kota-Kota aus dem malawischen Distrikt Nkhotakota.
Die deutlichste Dominanz von Magnesium wiesen dabei die Proben von Indarch, Saint Mark’s und Kota-Kota auf. Daneben wurden aber auch geringe Anteile von Eisen und Mangan gemessen. Diese drei Meteoriten gelten daher als Typlokalität für Niningerit.
Beschrieben wurde das Mineral erstmals 1967 durch Klaus Keil und Kenneth G. Snetsinger, die es nach dem Meteoritenforscher Harvey Harlow Nininger (1887–1986) benannten, um seine Beiträge zur Erforschung der Meteoriten zu ehren.

## Klassifikation
In der veralteten 8. Auflage der Mineralsystematik nach Strunz gehörte der Niningerit zur Mineralklasse der „Sulfide und Sulfosalze“ und dort zur Abteilung „Sulfide mit M : S = 1 : 1“, wo er gemeinsam mit Alabandin, Altait, Clausthalit, Galenit und Oldhamit in der „Galenit-Reihe“ mit der Systemnummer II/B.11 steht.
In der zuletzt 2018 überarbeiteten Lapis-Systematik nach Stefan Weiß, die formal auf der alten Systematik von Karl Hugo Strunz in der 8. Auflage basiert, erhielt das Mineral die System- und Mineralnummer II/C.15-010. Dies entspricht der Klasse der „Sulfide und Sulfosalze“ und dort der Abteilung „Sulfide mit dem Stoffmengenverhältnis Metall : S,Se,Te ≈ 1 : 1“, wo Niningerit zusammen mit Alabandin, Altait, Clausthalit, Crerarit, Galenit, Keilit und Oldhamit eine unbenannte Gruppe mit der Systemnummer II/C.15 bildet.
Die von der International Mineralogical Association (IMA) zuletzt 2009 aktualisierte 9. Auflage der Strunz’schen Mineralsystematik ordnet den Niningerit in die Klasse der „Sulfide und Sulfosalze (Sulfide, Selenide, Telluride, Arsenide, Antimonide, Bismutide, Sulfarsenide, Sulfantimonide, Sulfbismutide)“ und dort in die Abteilung „Metallsulfide, M : S = 1 : 1 (und ähnliche)“ ein. Hier ist das Mineral in der Unterabteilung „mit Zinn (Sn), Blei (Pb), Quecksilber (Hg) usw.“ zu finden, wo es zusammen mit Alabandin, Altait, Clausthalit, Galenit, Keilit und Oldhamit die „Galenitgruppe“ mit der Systemnummer 2.CD.10 bildet.
In der vorwiegend im englischen Sprachraum gebräuchlichen Systematik der Minerale nach Dana hat Niningerit die System- und Mineralnummer 02.08.01.06. Das entspricht der Klasse der „Sulfide und Sulfosalze“ und dort der Abteilung „Sulfidminerale“. Hier findet er sich innerhalb der Unterabteilung „Sulfide – einschließlich Seleniden und Telluriden – mit der Zusammensetzung AmBnXp, mit (m+n):p=1:1“ in der „Galenit-Gruppe (isometrisch: Fm3m)“, in der auch Galenit, Clausthalit, Altait, Alabandin, Oldhamit, Borovskit, Crerarit und Keilit eingeordnet sind.

## Kristallstruktur
Niningerit kristallisiert kubisch in der Raumgruppe Fm3m (Raumgruppen-Nr. 225) mit dem Gitterparameter a = 5,17 Å sowie 4 Formeleinheiten pro Elementarzelle.

## Bildung und Fundorte
Niningerit bildet sich metamorph in Steinmeteoriten, den sogenannten Enstatit-Chondriten, wo er meist mit Kamacit und Troilit vergesellschaftet vorkommt.
Als sehr selten vorkommende Mineralbildung ist Niningerit bisher nur in wenigen Proben aus rund 30 Fundorten bekannt (Stand 2021). Seine Typlokalität Indarch-Meteorit ist dabei der bisher einzige Fundort in Aserbaidschan.
Daneben fand man das Mineral noch im Mars-Meteorit ALH 84001 in der Antarktis, im „Qingzhen-Meteorit“ in der chinesischen Provinz Guizhou, im Kaidun-Meteorit im Jemen, im Abee-Meteoriten in der kanadischen Provinz Alberta, im Kota-Kota-Meteorit in Malawi, im „Adhi-Kot-Meteorit“ in Punjab (Pakistan), im „St.-Mark's-Meteorit“ im Distrikt Chris Hani in Südafrika, im Itqiy-Meteorit in der Westsahara und im „Shallowater-Meteorit“ im Lubbock County des US-Bundesstaates Texas.
Im Meteoritengestein vom Mond, genauer aus der Hadley-Rille, das die Apollo-15-Mission zur Erde brachte, wurde ebenfalls Niningerit entdeckt.